# شهرداری سیرجان
شهرداری سیرجان در سال ۱۳۰۶ خورشیدی به نام بلدیه سیرجان بنیان نهاده شد. نخستین شهردار سیرجان آقای سید اسدالله خان رضوی بود. جمعیت سیرجان در آن سال ۵ هزار نفر بوده‌است. شهرداری سیرجان در حال حاضر به یک شهرداری مدرن و گسترده تبدیل شده‌است. شهرداری سیرجان از دو منطقه شهری تشکیل شده‌است.

## سازمان‌های وابسته
سازمان حمل و نقل و بار مسافر
سازمان مدیریت پسماند
سازمان سیما، منظر شهری وفضای سبز
سازمان عمران
سازمان آتش‌نشانی و خدمات ایمنی
سازمان مدیریت آرامستانها
سازمان ساماندهی مشاغل شهری و فرآورده‌های کشاورزی

## فهرست شهرداران پس از انقلاب اسلامی
-مهدی بهرامی از اردیبهشت ۱۴۰۴ تا کنون
- علی اکبر کریمی پور
از مهر سال ۱۴۰۰ تا اردیبهشت ۱۴۰۴
-محمد معتمدی‌زاده از مرداد ۱۴۰۰ تا مهر ۱۴۰۰ ( سرپرست)
- رضا سروش نیا
از آبان سال ۱۳۹۶ تا مرداد ۱۴۰۰
- داود قاسمی نژاد
از دی سال ۱۳۹۳ تا اردیبهشت ۱۳۹۶
- عبدالرضا محبوبی زاده
از اسفند سال ۱۳۹۲ - تا مهر ۱۳۹۳
- منصور آبیار
از اسفند سال ۱۳۹۱ - بهمن ۱۳۹۲
- مهدی عارفی نسب
از سال ۱۳۸۹ تابهمن ۱۳۹۱
- داود قاسمی نژاد
مدت خدمت:۳سال
از سال ۱۳۸۶تا۱۳۸۹
- منصور آبیار
مدت خدمت:۲سال
از سال ۱۳۸۴ تا۱۳۸۶
- شهباز حسن پور
مدت خدمت:۲/۵ سال
از سال ۱۳۸۱ تا۱۳۸۴
- حمید یعقوب نژاد
مدت خدمت:۶سال
از سال ۱۳۷۵تا۱۳۸۱
- علی دارابی
مدت خدمت:۱سال
از سال ۱۳۷۴تا۱۳۷۵
- محمدجواد کامیاب
مدت خدمت:۶سال
از سال ۱۳۶۸الی۱۳۷۴
- غلامحسین محمدی
مدت خدمت:۴سال
از سال ۱۳۶۴الی۱۳۶۸
- مرحوم غلامعباس نظری
مدت خدمت: ۲سال
از سال ۱۳۶۲الی۱۳۶۴
- علی دارابی
مدت خدمت:۳سال
از سال ۱۳۵۹الی۱۳۶۲
- علی اکبر نشاط
مدت خدمت:۳سال
از سال ۱۳۵۵ تا۱۳۵۸